# Fernando Arias

Fernando Arias (falecido entre 1204 e 1211), nobre galego, o segundo filho de Arias Calvo foi senhor de Baticela e governador da várias tenéncias na Galiza.

## Biografia
Fernando Arias foi um nobre galego que governou várias tenências, incluindo Castrelo de Veiga, Ribadavia, Benavente, Tui, e Búbal. Aparece na documentacão medievais a partir de 1153 até 1204. O rei Fernando III doou um terco de Porqueira e várias propriedades em Sabaceda na comarca do Morraço.
Morreu entre 1204, data da sua última aparição na documentação, e 1211, e foi enterrado na Catedral de Santiago de Compostela.

## Matrimónio e descendência
Casou com  Teresa Bermudes de Trava, filha de Bermudo Peres de Trava e de Urraca Henriques, e prima carnal de Urraca Fernandes de Trava, a mulher de seu irmão João Arias, ambas netas do conde Pedro Froilaz de Trava. Teresa ainda estava viva em junho 1219 quando ele fez uma doação ao Mosteiro de Santa Maria de Melón. Os filhos deste matrimónio foram:
- João Fernandes de Lima, "o Bom" (m. 1245) foi casado por duas vezes, a primeira com Berengária Afonso de Baião, filha de Afonso Hermiges de Baião  e de Teresa Peres de Bragança, e a segunda com  Maria Pais Ribeira, a Ribeirinha,[5] filha de Paio Moniz de Ribeira e de Urraca Vasques de Bragança.
- Fernando Fernandes[6]
- Rodrigo Fernandes de Toronho[6] (m. depois de 1218), governou as tenências de Coyanza em 1181 e Toronho em 1182.[7] Casou-se com Aldonça Peres, filha de Pedro "Corna" Moniz.[7]
- Henrique Fernandes[8]
- Gil Fernandes (falecido ca. 1241),[9] casado com Maria ou Teresa Pais.
- Maria Fernandes [10]
- Sancha Fernandes, condesa pelo seu matrimónio com o conde Froila Ramires, filho do conde Ramiro Froilaz, os pais de Sancha Fernandes, a esposa do conde Diogo Froilaz.[11]
- Urraca Fernandes[6]
- Sancho Fernandes[6]